# بوبی پرویی
بوبی پرویی (نام علمی: Sula variegata) یک گونه پرنده از بوبی‌ها‌ است که بومی پرو است و محدودهٔ پراکندگی آن سواحل آمریکای جنوبی از شهر پونتا پریناس در پرو تا کانسپسیون در شیلی است. دومین گونه فراوان از پرندگان دریایی است که در سواحل پرو زیست می‌کند و دومین گونه مهم از پرندگان دریایی است که کود مرغی (گوانو) تولید می‌کنند. در میانۀ سده بیستم، جمعیت بوبی پرویی به حدود سه میلیون پرنده رسیده بود (Tovar et al. 1987).